# الغيل الشرقى (بني سعد)

تعديل مصدري - تعديل

الغيل الشرقي هي إحدى قرى عزلة الشويع بمديرية بني سعد التابعة لمحافظة المحويت، بلغ تعداد سكانها 374 نسمة حسب تعداد اليمن لعام 2004.